# Paelopatides dissidens
Paelopatides dissidens is een zeekomkommer uit de familie Synallactidae.
De wetenschappelijke naam van de soort werd in 1910 gepubliceerd door René Koehler & Clément Vaney (die de geslachtsnaam als "Pelopatides" spelden).